# Красное знамя (завод)
Заво́д «Кра́сное зна́мя" — российское предприятие, одно из крупнейших в стране по выпуску радиоэлектронной аппаратуры.

## История
В 1918 году в Рязани был создан государственный деревообделочный завод, который выпускал продукцию для нужд народного хозяйства: рамы оконные, двери, гвозди. В 1935 году Рязанский деревообрабатывающий завод № 8 Наркомата лесной промышленности был передан Наркомату авиапромышленности, получил там литерный номер 168 и начал подготовку к перепрофилированнию на оборонную продукцию — авиавинты.  Выпуск деревянных винтов для самолетов типа ТБ-3, Р-5 и У-2 (самолёт) был начат не позднее 1939 года, также производились деревянные детали планера (например, лонжероны и авиалыжи) для тех же самолётов, лафеты для пушечно-стрелкового вооружения, аэросани и походные фотолаборатории для аэросъемок.
Летом 1941 завод был эвакуирован: большая часть в Волжск Марийской АССР (в 1944 влилась в ростовский завод, ныне Роствертол), но также в Шумерлю и Козловку в Чувашской АССР. На старой площадке был организован филиал, который в мае 1942 стал самостоятельным заводом № 463.
В годы войны в Рязани выпускались авиакабины, подвесные баки и оборудование наземного обслуживания для большинства самолетов, прошедших Великую Отечественную, собирались бипланы У-2, было освоено производство десантных планеров.
В 1963 году состоялось переименование организации п/я № 141 в завод «Красное Знамя». В 1965 году приказом Министерства радиопромышленности СССР завод реорганизуется. В результате образуются два самостоятельных производства: завод «Красное Знамя», ориентированный на выпуск наземной радиоэлектронной техники, и специализирующийся на БРЭО государственный Рязанский приборный завод.
В 1973 году на базе завода было открыто производственное объединение «Красное Знамя» в составе самого завода в качестве головного предприятия и конструкторского бюро «Глобус», которое в 1982 году стало самостоятельным предприятием. В 1983 году из завода выделено известное телевизорами «Сапфир» телепроизводство, ставшее отдельным заводом и запустившее модернизированные телевизоры «Ореол», но по-прежнему входившее в состав производственного объединения.
В 1994 году производственное объединение «Красное Знамя» преобразовано в акционерное общество открытого типа, в 1997 году — в открытое акционерное общество.

## О предприятии
Завод «Красное Знамя» представляет собой единый научно-производственный технологический комплекс, включающий научно-исследовательские, опытно-конструкторские и производственные подразделения. Более 40 лет завод сотрудничает с Федеральным космическим агентством. С 2007 года предприятие является корпоративным центром концерна ПВО «Алмаз-Антей» по производству печатных плат одно-, двухсторонних и многослойных 4-5 класса сложности. На предприятии действует система качества, сертифицированная в соответствии с требованиями
стандарта ГОСТ Р ИСО 9001-2015.

## Санкции
26 декабря 2016 года завод попал под санкции США так как он действует «в противоречии интересам США в области национальной безопасности и внешней политики.
23 февраля 2024 года предприятие и генеральный директор Рощин внесены в санкционный список стран Евросоюза так как завод «оказывает существенную поддержку Правительству РФ, которое несёт ответственность за аннексию Крыма и дестабилизацию ситуации в Украине». Также завод был внесён в санкционный список Канады и Украины.